# Зазроев, Игорь Андреевич
Игорь Андреевич Зазроев (род. 23 октября 1948 в Тбилиси, Грузинская ССР, СССР) — советский и российский футболист, тренер. Победитель первой лиги чемпионата СССР в составе «Спартак» Орджоникидзе (1969). Заслуженный тренер России.

## Карьера

### Игровая
Зазроев родился 23 октября 1948 года в Тбилиси. Сын футболиста Андрея Зазроева. Учился в тбилисской специализированной футбольной школе № 35. В 1967 году получил приглашение от отца перейти в «Спартак» Орджоникидзе. В 1968 году Андрей Иванович стал тренером команды, и Игорь получил свой шанс закрепиться в профессиональном футболе. После нескольких удачных выходов на замену он стал чаще попадать в основной состав и за сезон сыграл 31 матч.
1969 год считается знаковым для осетинского футбола. Тогда «Спартак» впервые в своей истории выиграл чемпионат СССР (класс А) и получил право играть в высшей лиге страны советов. Зазроев был в когорте основных игроков команды, провёл 40 игр и забил 9 голов в сезоне. Правда, выступление «красно-белых» в высшей лиге не принесло дивидендов — команда заняла 17 место и выбыла обратно в первую лигу. Затем в карьере Зазроева наступили сложные времена, так как игрока стали преследовать травмы. В 1975 году Игорь принял решение покинуть «Спартак» и перешёл в ростовский СКА. Через год он опять поменял клуб, пополнив ряды «Терека». Но игра в этих коллективах не была удачной, поэтому Зазроев в 1977 году вернулся в «Спартак». В 1981 году Игорь завершил карьеру футболиста и начал учёбу в тренерском институте.

### Тренерская
В 1983 году Зазроев вошёл в тренерский штаб «Спартака». В 1986 году возглавил команду после ухода Муссы Цаликова с поста главного тренера. Игорь был наставником коллектива два сезона. В 1989 году он стал тренером «Уралана», где повысил результаты клуба, а также начал доверять местным воспитанникам, чем очень понравился болельщикам. Впоследствии Зазроев тренировал «Спартак» из Анапы и «Машук-КМВ». В 2000-х стал селекционером «Алании».

## Достижения

### Как игрок
- Победитель первой лиги чемпионата СССР: 1969

### Как тренер
- Вице-чемпион РСФСР: 1983